# Trenes Argentinos Infraestructura
Pour pour la société espagnole, voir Administrador de infraestructuras ferroviarias.
Trenes Argentinos Infraestructura, de son nom complet Administración de Infraestructuras Ferroviarias Sociedad del Estado (ADIF ou AIFSE), est une société publique argentine. Depuis décembre 2016, elle est membre de l'Union internationale des chemins de fer.

## Histoire

### Origines
Dans les années 1950, l'ensemble du réseau ferroviaire argentin (nationalisé à la fin des années 1940) a été unifié sous l'administration de l'Empresa de Ferrocarriles del Estado Argentino (EFEA), rebaptisée plus tard simplement Ferrocarriles Argentinos. À la suite du processus de réforme de l'État argentin lancé en 1989, de nombreux services publics fournis par l'État ont été supprimés ou concédés. Dans ce nouveau contexte, plusieurs entreprises nationales ont cessé de remplir la fonction spécifique pour laquelle elles avaient été créées, et l'État a entamé le processus de liquidation.
Ferrocarriles Argentinos a été déclarée en « état de liquidation », par décret du 7 juillet 1995, cessant ainsi toutes ses fonctions. Avec la disparition de Ferrocarriles Argentinos, l'administration et la propriété de l'infrastructure ferroviaire nationale ont été confiées à un nouvel organisme, l'Ente Nacional de Administración de Bienes Ferroviarios (ENABIEF), créé par décret du pouvoir exécutif national en 1996. Plus tard, le 1er juin 2000, l'ENABIEF fusionne avec la Dirección Nacional de Bienes del Estado (Direction nationale des biens de l'État).
À partir de cette date et dans ce contexte, l'ONABE (Agence nationale pour l'administration du patrimoine de l'État) commence à fonctionner avec pour mission d'administrer et de sauvegarder de manière optimale les biens qui ne sont pas directement affectés aux activités propres de l'État.

### Naissance
La loi nationale no 26352 de février 2008 réorganise l'activité ferroviaire en Argentine, en créant deux entreprises d'État : l'administration des infrastructures ferroviaires et Operadora Ferroviaria. Par la suite, le décret no 752 du 6 mai 2008 et la résolution no 1413 du 28 novembre 2008 complète la loi et, à compter du 1er décembre 2008, l'ADIF reprend les actifs ferroviaires qui lui avaient été transférés par l'ONABE. En 2015, l'Administración de Infraestructuras Ferroviarias Sociedad del Estado (ADIF) investira jusqu'à 9 000 millions de pesos pour poursuivre son plan de travaux visant à améliorer le système ferroviaire, notamment les entreprises Belgrano Cargas, les branches métropolitaines Roca, San Martín, Mitre, Sarmiento, Belgrano Norte et Belgrano Sur, ainsi que les corridors Buenos Aires-Rosario et Buenos Aires-Mar del Plata. 

## Autorités
| N.º | Président          | Parti | Parti               | Période                           | Sous le mandat de              |
| --- | ------------------ | ----- | ------------------- | --------------------------------- | ------------------------------ |
| 1   | Juan Pablo Schiavi |       | Parti justicialiste | 14 avril 2008 - 9 novembre 2009   | Cristina Fernández de Kirchner |
| 2   | José Villafañe     |       | Parti justicialiste | 9 novembre 2009 - 5 juillet 2013  | Cristina Fernández de Kirchner |
| 3   | Ariel Franetovich  |       | Parti justicialiste | 5 juillet 2013 - 10 décembre 2015 | Cristina Fernández de Kirchner |
| 4   | Guillermo Fiad     |       | Sans étiquette      | 17 décembre 2015 - 2 janvier 2020 | Mauricio Macri                 |
| 5   | Ricardo Lissalde   |       | Frente Renovador    | 2 janvier 2020 - 4 décembre 2020  | Alberto Fernández              |
| 6   | Alexis Guerrera    |       | Frente Renovador    | 22 décembre 2020 - 30 avril 2021  | Alberto Fernández              |
| 7   | Martín Marinucci   |       | Frente Renovador    | 12 mai 2021 - aujourd'hui         | Alberto Fernández              |